# استان مرکزی (پاپوآ گینه نو)
استان مرکزی یکی از استان‌های کشور پاپوآ گینه نو است که در ساحل جنوبی کشور واقع شده‌است. مرکز استان کونهدوبو است که در بیرون استان و در حومه پورت مورسبی، مرکز استان منطقه پایتخت، واقع شده‌است.

## تقسیمات
این استان از ۴ منطقه تشکیل شده‌است و این منطقه‌ها در مجموع دارای ۱۳ فرمانداری محلی هستند. لازم به ذکر است که هر فرمانداری محلی، در زمان آمار گیری به چند بخش تقسیم می‌شود.
| منطقه               | مرکز منطقه | نام فرمانداری محلی                  |
| ------------------- | ---------- | ----------------------------------- |
| منطقه آبائو         | آبائو      | فرمانداری محلی روستایی خلیج آمازون  |
| منطقه آبائو         | آبائو      | فرمانداری محلی روستایی آروما        |
| منطقه آبائو         | آبائو      | فرمانداری محلی روستایی خلیج ابرآلود |
| منطقه گوئیلالا      | تاپینی     | فرمانداری محلی روستایی گوآری        |
| منطقه گوئیلالا      | تاپینی     | فرمانداری محلی روستایی تاپینی       |
| منطقه گوئیلالا      | تاپینی     | فرمانداری محلی روستایی ووئیتاپه     |
| منطقه کائیروکو-هیری | برئینا     | فرمانداری محلی روستایی هیری         |
| منطقه کائیروکو-هیری | برئینا     | فرمانداری محلی روستایی کائیروکو     |
| منطقه کائیروکو-هیری | برئینا     | فرمانداری محلی روستایی کوئیاری      |
| منطقه کائیروکو-هیری | برئینا     | فرمانداری محلی روستایی مکئو کونی    |
| منطقه ریگو          | کویکیلا    | فرمانداری محلی روستایی ریگو مرکزی   |
| منطقه ریگو          | کویکیلا    | فرمانداری محلی روستایی ریگو ساحلی   |
| منطقه ریگو          | کویکیلا    | فرمانداری محلی روستایی ریگو داخلی   |